# Vojak (Fiume)
Vojak, (olaszul: Casermetta) Fiume városrésze Horvátországban, Tengermellék-Hegyvidék megyében. A teljesen városiasodott kerület Fiume második legkisebb helyi önkormányzati területe.

## Fekvése
Fiume központjától délkeletre fekszik. Vojak délen és délnyugaton Krimejával, északnyugaton Bulevarddal, északon Grad Trsattal, keleten Gornja Vežicával, délkeleten Podvežicával határos.

## Oktatás
Vladimir Gortans Általános Iskola